# الهندوسية في فيجي
تنتشر الهندوسية في فيجي بصورة أساسية بين الفيجيين من ذوي الأصول الهندية الذين تنحدر أصولهم للعمال المأجورين الذين جاء بهم البريطانيون للعمل في مزارع قصب السكر. بدأ الهنود بشتى خلفياتهم الدينية من هندوس ومسلمون وسيخ ومسيحيون بالوصول إلى فيجي بدايةً من عام 1879 حتى 1920، حينما قررت بريطانيا إلغاء نظام العمالة الرخيصة المأجورة المشابهة في ظروفها للعبودية. كما قَدِمَ بعض الهنود الفيجيون إلى البلاد خلال عشرينيات وثلاثينيات القرن العشرين. تعترف فيجي بالأفراد المندرجين تحت خانة «فيجيون هنود» في حال استطاعوا تتبع أصولهم لبلدان شبه القارة الهندية وليس بالضرورة فقط من الهند، ولكن ترجع أصول معظم الهندوس في فيجي بطبيعة الحال إلى الهند.
اعتبرت نسبة 40% من الشعب نفسها معتنقة للهندوسية بحسب تعداد فيجي عام 1976. شهدت البلاد خلال الفترة الممتدة من أواخر ثمانينيات القرن العشرين حتى أوائل القرن الواحد والعشرين عدة انقلابات واضطرابات طائفية، تعرض الهندوس خلالها للاضطهاد. واضطر الكثير منهم للهجرة إلى بلدانٍ أخرى. أشارت تقديرات إحصائية تعود لعام 2004 بأن عدد الهندوس في فيجي بلغ 261,000 نسمة (أي نسبة 33% من السكان البالغ عددهم 775,000 نسمة آنذاك).
شيَّد الهندوس في فيجي منذ قدومهم العديد من المعابد والمدارس والمراكز الثقافية المجتمعية. يعد مهرجان ديوالي أهم وأكبر المهرجانات الهندوسية في فيجي.

## التاريخ
وقعت فيجي تحت سيطرة الإمبراطورية البريطانية عام 1874. نقلت الحكومة البريطانية أول دفعة من العمَّال المأجورين الهنود على سفنٍ خاصة عام 1879 للعمل في حقول قصب السكر بفيجي والمملوكة من قبل المسؤولين البريطانيين. وبلغ عدد الهنود الذي جلبتهم بريطانيا إلى فيجي بحلول عام 1919 نحو 60,000 شخص عبر عقود العمل وإعلانات الوظائف التي وعدتهم بحق العودة أو البقاء وتملك الأراضي والعيش بحرية في فيجي بعد انتهاء مدة العقد البالغة خمسة سنوات. وكان يُطلق على عقود العمل هذه اسم «grimit» والمشتقة صوتياً من كلمة «agreement» باللغة الإنجليزية بمعنى «اتفاق».
شكَّلَ الهندوس تقريياً حوالي نسبة 85% من مجموع العُمَّال المأجورين ذوي الأصول الهندية الذين جيء بهم إلى فيجي، أما النسبة المتبقية فتألفت من السيخ والمسلمين والمسيحيين الهنود. عانى العمَّال المأجورين من الفقر فهاجروا هرباً من الفقر والمجاعات خلال فترة الحكم البريطاني الاستعماري على الهند.

## وصلات خارجية
- South Indians in Fiji - history, development and Then India Sanmarga Ikya (TISI) Sangam
- Kevin Miller, A Community of Sentiment: Indo-Fijian Music and Identity Discourse in Fiji, p. 84, Chapter 4 - The Development of Hinduism in Fiji's Colonial Period
- Fiji Temples Torched, December 1989